# Kamiel Spiessens
Kamiel Spiessens is een typetje en alter ego van de Vlaamse komiek Chris Van den Durpel. Het personage is een al wat oudere lispelende tuinman. Hij heeft een stoppelbaard, grijze krulharen, een slecht verzorgd gebit en rode wangen. Meestal draagt hij een sjaal, een riek of hooivork en laarzen. Spiessens is door zijn spraakgebrek meestal wat moeilijk te verstaan en maakt weleens fouten uit verstrooidheid, maar is iemand die het altijd goed bedoelt.

## Oorsprong
Het personage werd voornamelijk bekend dankzij het spelprogramma De Drie Wijzen op de toenmalige BRT(N), nu de VRT, waar het in 1994 debuteerde in een wekelijks komisch sketchfilmpje waarin een vraag moest gesteld worden aan de kandidaten. Chris Van den Durpel verzorgde al een tijdje dit komische segment, maar in de gedaante van dokter Herman Le Compte. Na een tijd introduceerde Van den Durpel Kamiel Spiessens, de zogenaamde tuinman van de dokter. Spiessens was Van Den Durpels eerste zelfbedachte typetje dat niet op een bestaand figuur gebaseerd was.

## Populariteit
Toen Van den Durpels populariteit steeg kreeg hij in 1995 zijn eigen amusementsprogramma op de Vlaamse openbare televisieomroep, Typisch Chris. Ook Spiessens was hier regelmatig te zien, zij het eerder als een zelfstandige boer. Nadat Van den Durpel overstapte naar de commerciële zender VT4, waren al zijn typetjes, inclusief Spiessens, regelmatig te zien in Chris & Co, De publiciteitsjaren en Kamiel vertelt.
Rond het personage Kamiel Spiessens werd in 1997 ook een film gemaakt, Oesje!, tevens een van de slagzinnen van Kamiel. De film werd met 700.000 bezoekers de op acht films na meest bekeken Belgische film aller tijden in de bioscoopzalen.
Van Den Durpel's typetje haalde in 1995 zelfs de hitlijsten met de singles "Het isj nie moeilijk, het isj gemakkelijk!", "Hoe zoudt ge zelf zijn?", "Alpenwei", "Kamiel Goes Classic" en "Oesje!".
| Single met hitnotering(en) in de Vlaamse Ultratop 50 | Datum van verschijnen | Datum van binnenkomst | Hoogste positie | Aantal weken | Opmerkingen |
| ---------------------------------------------------- | --------------------- | --------------------- | --------------- | ------------ | ----------- |
| Het isj nie moeilijk, het isj gemakkelijk!           | 1995                  | 01-04-1995            | 1               | 14           |             |
| Hoe zoudt ge zelf zijn?                              | 1995                  | 10-06-1995            | 8               | 11           |             |
| Alpenwei                                             | 1996                  | 03-02-1996            | 8               | 10           |             |
| Kamiel Goes Classic                                  | 1996                  | 21-09-1996            | 3               | 19           |             |
| Oesje!                                               | 1997                  | 27-09-1997            | 11              | 16           |             |

## Theater
Kamiel Spiessens spijbelt was de eerste theatervoorstelling van het typetje van Chris Van den Durpel. Deze voorstelling was volledig in het teken van de klimaatspijbelaars en het aftakelen van het milieu.
Spiessens spartelt is de tweede voorstelling van het typetje Kamiel Spiessens. In deze voorstelling gaat het voornamelijk over zijn eigen aftakeling en stelt hij zicht de vraag wat hij nog wel en niet meer kan de dag van vandaag.